# Société d'ordres
 (juillet 2023).
Si vous disposez d'ouvrages ou d'articles de référence ou si vous connaissez des sites web de qualité traitant du thème abordé ici, merci de compléter l'article en donnant les références utiles à sa vérifiabilité et en les liant à la section « Notes et références ».
La société d'ordres est une théorie d'ordonnancement social selon laquelle la distinction sociale repose sur une hiérarchie de dignité et d'honneur. Elle se distingue ainsi des sociétés de castes, sociétés hiérarchisées composées de groupes sociaux endogames aux relations fortement codifiées, et des sociétés de classes qui distinguent les hommes d'après leur richesse. Ce modèle décrit avant tout les sociétés féodales et d'Ancien Régime.

## Histoire de la notion
C'est Roland Mousnier qui a proposé cette modélisation dans les années 1960, en s'opposant ainsi à la vision marxiste de l'école des Annales et de Boris Porchnev. Ces derniers entendaient en effet étudier les sociétés du passé en termes strictement économistes et classistes.
Mousnier commença par poser la question de l'historicité de la logique de classe : les composantes d'une société se sont-elles toujours pensées en termes de classe sociale, c'est-à-dire de groupe d'individus ayant conscience de partager un niveau de fortune et des intérêts économiques, ou est-ce une conception datée existant à un moment donné de l'histoire ? Partant de ce problème, il affirma que la société française d'Ancien Régime se structurait davantage en un système de corps verticaux qu'en couches horizontales. Son analyse reposait sur le constat de l'infinité de gradations et de hiérarchies qui semblaient ignorer les niveaux de fortune et reposer plutôt sur des critères non économiques. C'est ainsi l'appartenance à un groupe plus ou moins prestigieux qui définissait l'importance sociale d'une personne.
Inversement, il étudia également les solidarités et les réseaux qui s'exprimaient dans les relations de patronage ou de clientèle et au sein des corporations : on y voyait bien plus s'épanouir des systèmes d'entraides entre des protecteurs et des clients issus d'un même corps qu'entre personnes d'un même niveau de fortune.

### La dignité, critère de la distinction

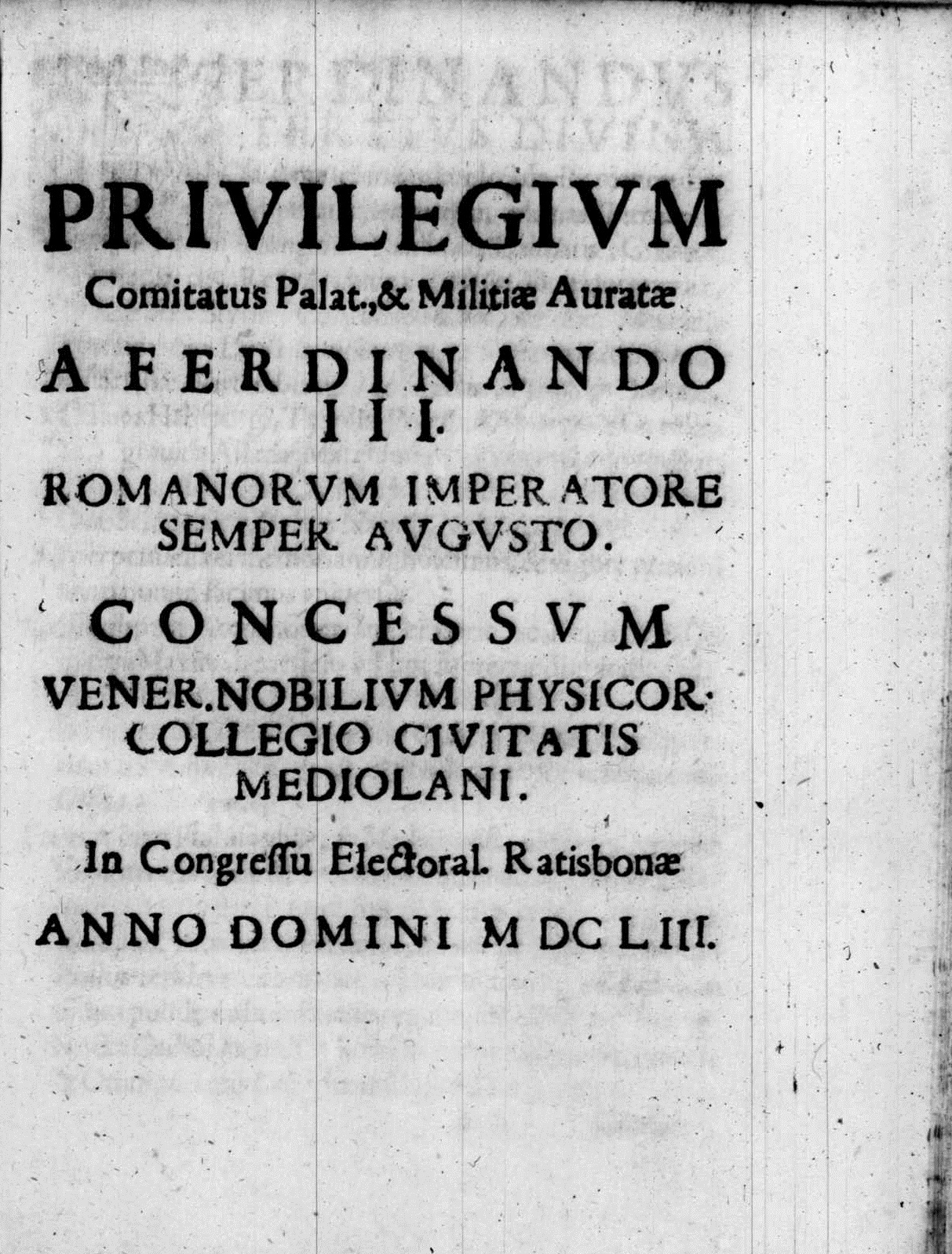
Le privilège est accordé par son détenteur, ici Ferdinand III de Habsbourg au bénéfice d'un collège médical milanais.

Le modèle proposé par Mousnier fait donc intervenir comme critère central de distinction sociale un capital, non pas économique, mais d'honneur et de dignité. Il reposait notamment sur l'appartenance à un groupe disposant d'une respectabilité propre, entre autres représentée par des privilèges (c'est-à-dire le droit de posséder sa loi particulière) et des marques d'honneur qui le positionnaient par rapport aux autres groupes. C'est pourquoi cette théorie d'organisation sociale est aussi une théorie politique. L'ascension sociale se voyait ainsi sanctionnée par l'acquisition de marques d'honneur ou l'accès à des dignités plus hautes, ou plus encore par l'agrégation à un corps considéré comme de dignité supérieure.
Dans ce système, l'argent n'est qu'un moyen pour acquérir et conserver ces marqueurs de dignité et pour assurer les obligations reconnues comme inhérentes à un certain statut social. Le maintien dans la noblesse, par exemple, imposait une certaine fortune, mais parce que la dignité et la réputation de noblesse imposaient de faire preuve de libéralité en aidant ses clients, d'être à la disposition de son prince et de ses protecteurs, ce qui lui interdisait une activité professionnelle, etc. L'argent ne sert ici qu'à vivre de façon "honorable", en assurant protection et service à ses clients et patrons, tandis que c'est précisément ce mode de vie sur lequel repose la distinction sociale.

### Une analyse qui a fait date
L'interprétation de Mousnier est aujourd'hui majoritaire parmi les historiens modernistes, même si sa radicalité est souvent discutée. L'importance de la fortune dans les changements de statut social est ainsi considérée comme certaine. Ce paradigme a été largement repris par Pierre Bourdieu dans La Noblesse d'État et dans La Distinction, en ignorant précisément ce qui avait été le point de départ de Mousnier : la question de l'historicité des catégories d'analyse et de pensée. Bourdieu insiste sur le fait que les dominants produisent des représentations culturelles, justifiant leur domination, susceptibles d'être acceptées comme normatives par les dominés (violence symbolique). Les dominés intègrent ces représentations culturelles (habitus) et ne cherchent plus à s'émanciper. Cette théorie rappelle celle de l'antithèse infrastructure et superstructure des historiens marxistes.

## La société médiévale en tant que société d'ordres

L'organisation sociale en trois ordres

On peut voir la société féodale du Moyen Âge (et la société d'Ancien Régime) comme une société d'ordres. Il s'agit de trois ordres : clergé, noblesse, tiers état.

### Église et clergé
La liturgie catholique romaine, officiellement la même dans le monde entier, se fait en latin, langue liturgique véhiculaire.
Le christianisme orthodoxe (globalement byzantin et œcuménique) fonctionne de manière différente, pas si éloignée, avec d'autres langues liturgiques, des églises pour certaines autocéphales, et assez rapidement une pression musulmane à l'Est.
L'expansion du christianisme au Moyen Âge se réalise par évangélisation et conversion des royaumes barbares.
L'expansion de l'islam s'effectue également par l'Ouest, avec quantité de violences guerrières, conversions, persécutions, révoltes, répressions, exils : conquête musulmane de la péninsule Ibérique (711-726), Al-Andalus (711-1492), présence sarrasine au nord des Pyrénées (719-973), bataille de Toulouse (721), bataille de Poitiers (732), Reconquista (722-1492), sans oublier l'ensemble des terribles croisades (1095-1291).
Il convient également de rappeler que la chrétienté catholique peut susciter critiques (internes) (indulgences, nicolaïsme, simonie), scissions (nestorianisme, séparation des Églises d'Orient et d'Occident (1054), Église évangélique vaudoise) et hérésies (hérésies du XIe siècle en Occident, bogomilisme, catharisme, dolcinisme, guillelmisme, pataria, hussitisme…).
Les femmes religieuses occupent place, présence, activité, ministère (en catholicisme), et reçoivent une formation adaptée à leur statut.

### Noblesse
La formation des personnes nobles, chevaliers, gentilshommes, en chevalerie, féodalité, noblesse, ou autre forme d'aristocratie, ou d'élite, en société d'Ancien Régime, est encore plus problématique, plus complexe, plus variée. L'éducation des chevaliers et des femmes de la noblesse est plus sensible, et mieux renseignée.

### Laboratores
Dans la société médiévale européenne, féodale, les laboratores, ceux qui travaillent, sont essentiellement les paysans et les artisans, qualifiés de roturiers car n'appartenant pas à la noblesse.
Les tenanciers (vilains ou serfs) très majoritaires en nombre, n'ont aucun privilège et sont défavorisés en droits et en ressources : une tenure d'environ 5 ha est réputée suffisante à la survie d'un feu (famille élargie) libre. Deux catégories se distinguent en fonction du degré d'indépendance vis-à-vis du seigneur. Réputés libres (non esclaves), ils sont soumis au cens, à la taille, aux corvées, en relative autosuffisance. Dans le cas des serfs, ils sont alors soumis au chevage et à des corvées bien plus importantes mais le seigneur doit assurer leur survie.

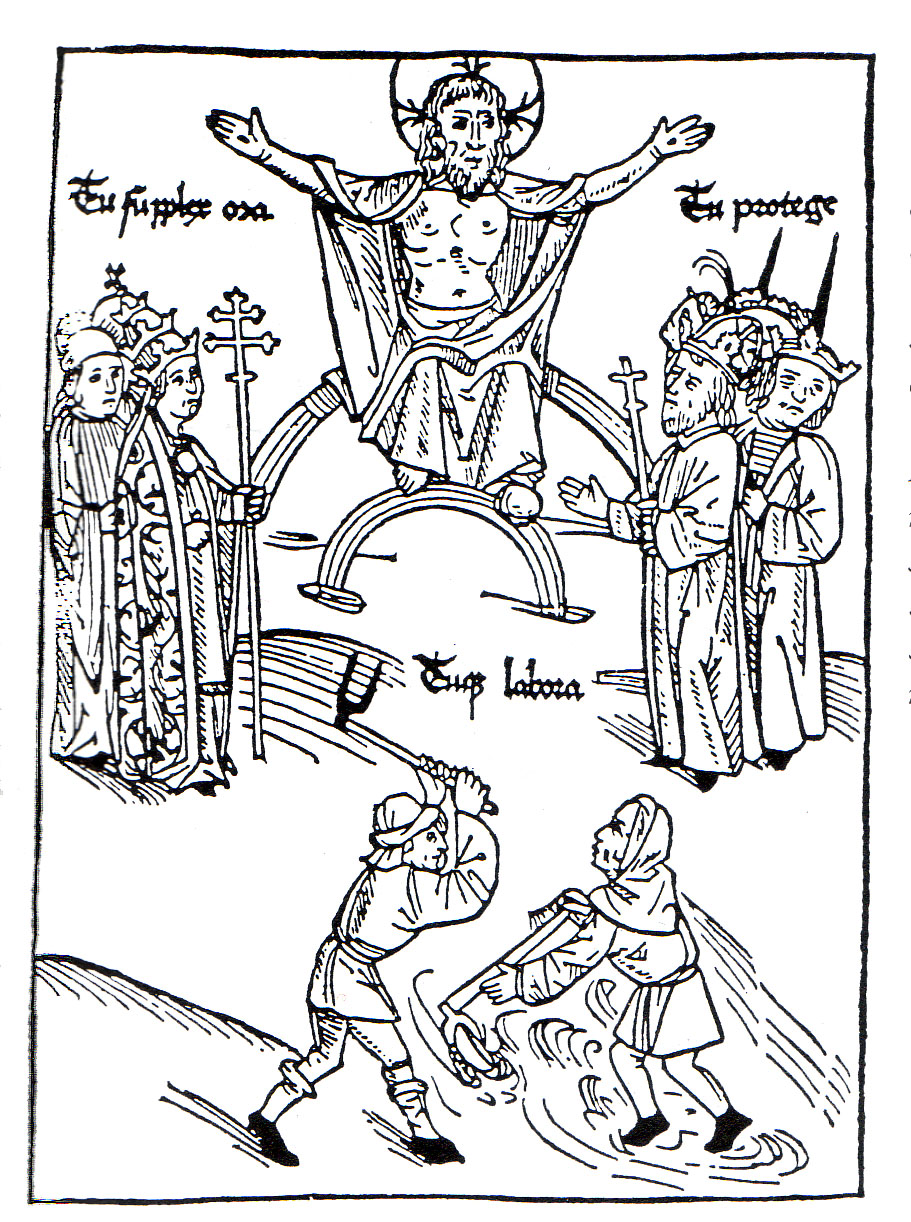
Le Christ assis en majesté sur un arc-en-ciel s'adresse successivement aux trois ordres : Toi, prie humblement ! Toi, protège ! Et toi, travaille ! Gravure sur bois d'après la Prognosticatio de Johannes Lichtenberger, 1488.

Tous les membres des communautés rurales (paroisses), qu'ils soient vilains, serfs, artisans, peuvent profiter des biens communaux en exerçant différents droits comme le glanage (ramassage d'épis à terre après la récolte), l'affouage (droit de ramasser du bois en forêt) et la vaine pâture. Les manouvriers sont des paysans installés sur de des tenures trop petites pour assurer la survie de le leur famille : hommes et femmes se louent à la journée. Un autre moyen d'assurer sa survie est de combiner l'élevage, qui bénéficie de la vaine pâture, et l'artisanat. Les laboureurs sont au contraire des tenanciers aisés possédant un équipage de trait et susceptibles d'employer des manouvriers. L'alleutier est un paysan libre ne relevant que du roi. Un alleutier ou un laboureur important susceptible de répondre au ban du roi à la guerre et de s'y illustrer avec un cheval peut parfois accéder à la chevalerie (voir Jacques d'Arc).

#### Droits fonciers
La paysannerie du haut Moyen-Âge hérite du colonat partiaire romain où le colon est attaché à sa terre que ce soit une tenure, ou une manse. Les vilains cependant sont libres de quitter leur terre contrairement aux serfs. La tenure libre est garantie à vie et transmissible à la descendance, tandis que la tenure servile est garantie à vie également mais n'est transmise à la descendance qu'avec l'accord du seigneur et paiement de la mainmorte.
Le fermage et le métayage ne commencent qu'au XIVe siècle et ne sont plus des contrats de droit féodal. Afin d'échapper aux droits seigneuriaux, le système familial aussi qualifié de famille communautaire ou « communauté familiale », constitue la forme de parenté la plus appropriée : système à maison, à la manière du système familial pyrénéen, communauté taisible (parsonnerie, coparçonerie, frérage, frérèche…). Cependant cet objectif n'est pleinement atteint que dans le cas où la famille communautaire est reconnue comme « maison franche », c'est-à-dire un alleu, en contradiction avec l'affirmation « Nulle terre sans seigneur » défendue par l'aristocratie,. Ce système pouvait au moins dans certaines régions éviter le paiement de la mainmorte, marque infâmante, avec le chevage en fait modeste, du servage. Cette évolution était plus aisée dans des zones d'accès difficile : système familial pyrénéen, frérèches du Massif Central, zadrugas des Balkans, clans des Highlands. Si le servage décline rapidement en Occident aux alentours de 1400, il est généralisé au Danemark et dans les régions à l'Est de l'Elbe (Ostelbien).

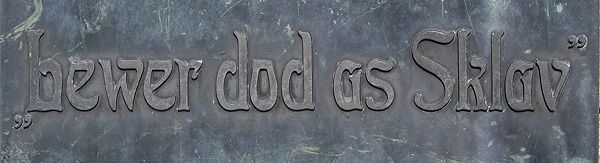
Inscription murale de la République paysanne de Rustringe (Frise) en bas-allemand : « Plutôt mort qu'esclave ».

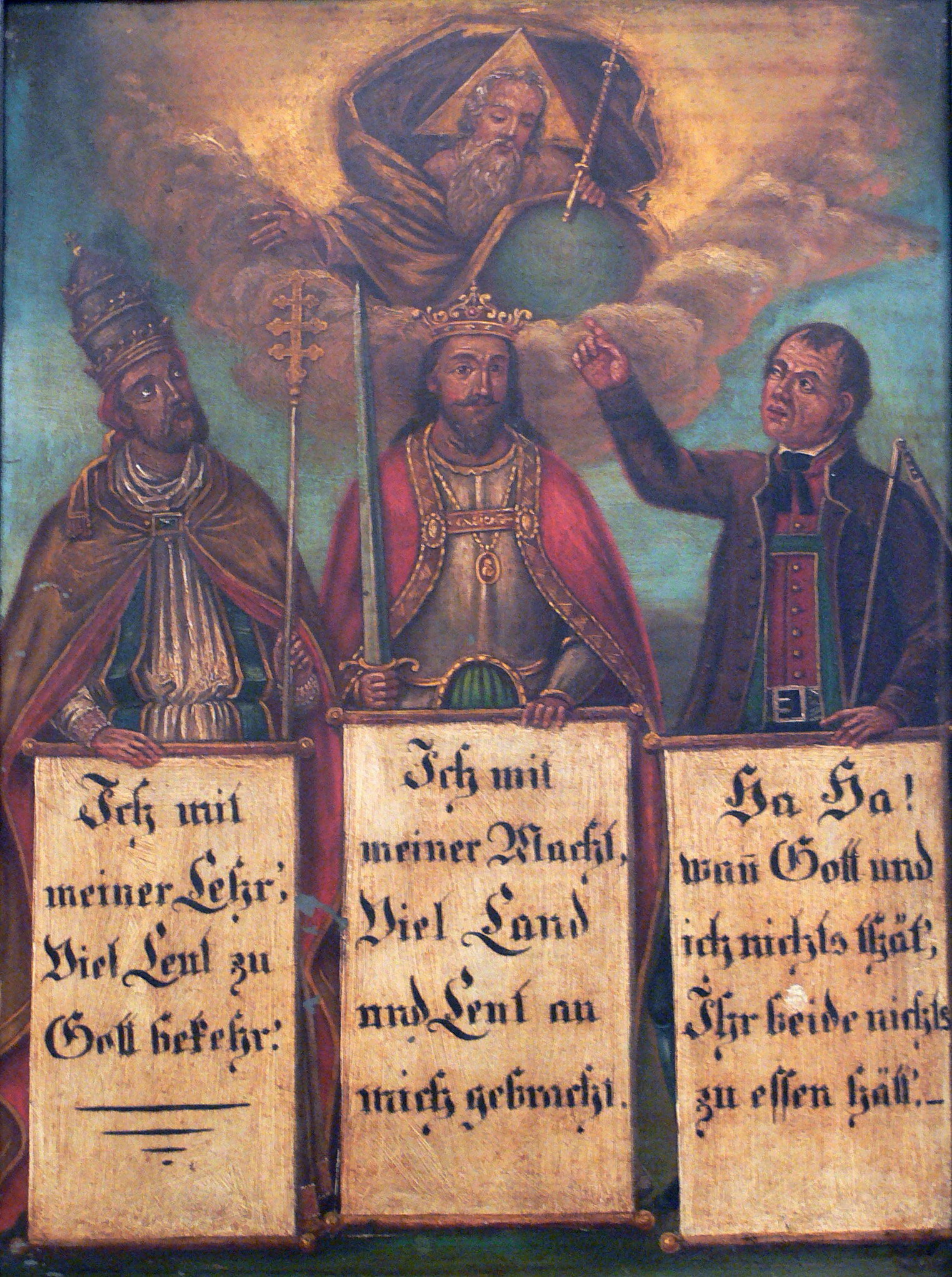
Les trois ordres au Tyrol vers 1800. : - Avec mon enseignement, j'ai amené beaucoup de monde à Dieu. - Avec ma force, j'ai amené à moi beaucoup de terres et de gens. - Ha ! Ha ! Si Dieu et moi ne faisons rien, vous deux n'avez rien à manger.

La communauté plus large relève de la collectivité territoriale et peut s'affranchir du pouvoir féodal : commune, ville nouvelle, castelnau, sauveté, villefranche, bastide, zadruga, Bauernrepublik. Ainsi, la République des Escartons a regroupé 51 communautés ou paroisses de 1343 à la Révolution au cœur des Alpes, aujourd'hui dans les régions Provence-Alpes-Côte d'Azur et du Piémont. Au lien féodal se substitue le lien communautaire. De plus, même sur les seigneuries, les aspects pratiques concernant la gestion des biens communaux, de l'assolement, de l'entretien de l'église et même la répartition de certains impôts sont discutés en assemblée paroissiale où sont représentés les tenanciers et le seigneur. Jacqueries et révoltes paysannes témoignent des difficultés réelles.

#### Travail des enfants et esclavage
Le travail des enfants relève, à la campagne, d'une économie informelle, d'autant que l'espérance de vie est réduite. L'apprentissage de chaque savoir-faire des tâches domestiques et agricoles (agriculture, élevage, bucheronnage…) se fait en groupe très restreint (parent-enfant, fratrie, sororie, maisonnée…), par imitation.
L'économie conviviale, dans la mesure où elle est tournée vers l'extérieur de la famille, se traduit plutôt par le placement (dans d'autres familles, en fosterage par exemple) d'enfants, surtout orphelins, handicapés, déshérités, exposés/déposés, abandonnés, mais pas uniquement : enfants loués (enchère des pauvres, foire aux serviteurs, enfants placés), domesticité, production domestique, avec tous les risques d'exploitation, de travail forcé, d'esclavage. Parmi les romans français, certes plus tardifs, de type roman paysan ou roman social, évoquant la question : François le Champi (1848), Jacquou le Croquant (1897). Le Code noir (1685) aborde évidemment la question du travail et de la propriété des enfants esclaves, à cette époque, dans un contexte qui n'est pas celui des campagnes françaises. La domesticité, au sens de domestiques (production domestique) ou serviteurs, au service de personnes de la noblesse (page, écuyer, laquais, nourrice, servante) ou de la bourgeoisie naissante, concerne une population plus réduite, et qui reçoit une formation (et/ou une éducation), sur place, en interne, souvent longue, avec des conditions de vie et de travail (supposées) plus favorables. L'engagisme en serait une forme moderne.

#### Corporations de métiers
Dans l'artisanat et le commerce, des associations (sorte de syndicat professionnel à la manière du collegium) organisent le travail et la vie de leurs membres : fraternité, guilde, corporation, confrérie, société amicale. Ainsi, le système de corporation sous le royaume de France structure tous les métiers (métiers du Moyen Âge, masculins et/ou féminins), corps de métier, professions, ordres professionnels, avec des éléments variables de formation, protection, assurance, assistance, entraide. Les exemptions et franchises obtenues par les guildes et les villes amènent à l'émergence d'un nouveau groupe social, la bourgeoisie qui a ses privilèges particuliers. Les grands fermiers et métayers vont aussi former un groupe intermédiaire entre paysans censiers et bourgeois.
Le compagnonnage (inscrit à l'inventaire du patrimoine culturel immatériel en France et au patrimoine culturel immatériel), est un système traditionnel de transmission de connaissances et de formation à un métier, qui s'ancre dans des communautés de compagnons.
Au plan général et humain, il évoque un compagnonnage de vie, un groupement de personnes dont le but est : entraide, protection, éducation, apprentissage (dès 12 ans, pendant trois ans (au moins) comme apprenti, sans salaire, au pair), transmission des connaissances entre tous ses membres.
Le compagnonnage concerne surtout les arts mécaniques, avec longue formation par alternance : Tour de France du compagnonnage, chef-d'œuvre (compagnonnage). Il existe également des corporations de métiers artistiques.